# Ivan Origone
Ivan Origone (Aosta, 31 marzo 1987) è uno sciatore di velocità italiano.
È fratello minore di Simone Origone ed è stato atleta detentore del record mondiale di velocità sugli sci.

## Biografia
Originario di Ayas, è il fratello minore di Simone Origone, uno degli atleti più vincenti nella storia dello sci di velocità. È lui a introdurlo alla disciplina, inizialmente parallelamente allo sci alpino e poi a tempo pieno.
Partecipa alla prima gara ufficiale nell'aprile 2004, a soli 17 anni, quando la stagione di sci alpino è già terminata, in occasione del Mondiale Pro di Les Arcs nella categoria SDH (con materiali di sci alpino), classificandosi secondo di categoria con una velocità di 191,180 km/h.
Anche nella stagione successiva dà priorità allo sci alpino e a fine stagione, il 1º aprile 2005, esordisce in una gara FIS partecipando ai Mondiali a Breuil-Cervinia questa volta in categoria S1, classificandosi al trentottesimo posto. Tre giorni più tardi, nella medesima località, debutta in una prova di Coppa del Mondo piazzandosi al ventesimo posto. Prende parte nuovamente al Mondiale Pro sempre a Les Arcs, classificandosi in diciannovesima posizione.
Nella stagione successiva non partecipa a gare FIS, tuttavia prende parte ad entrambe le gare del Mondiale Pro a Les Arcs e Verbier risultando terzo in classifica finale. In particolare, il 20 aprile 2006, nella prova di Les Arcs eguaglia il record mondiale di 250,700 km/h, stabilendo quello juniores, venendo superato solo dal fratello pochi minuti più tardi.
Nel 2007, pur continuando a prendere parte a gare di sci alpino, si impegna a tempo pieno nella coppa del mondo FIS. Il 2 marzo a Sun Peaks, alla sua terza gara assoluta nel circuito, ottiene la prima vittoria in carriera. Dopo una lotta serrata con lo svizzero Philippe May ed il fratello, termina la stagione al secondo posto alle spalle di quest'ultimo. Il 17 febbraio 2007 a Champoluc partecipa alla sua ultima gara ufficiale di sci alpino.
L'anno successivo, vincendo ben sei delle sette gare in programma, si aggiudica la sfera di cristallo, trofeo che però non può difendere nell'edizione seguente, poiché, a causa di una rovinosa caduta in allenamento che gli comporta la frattura del braccio destro e numerose altre contusioni, è costretto a saltare l'intera stagione.
Tornato alle competizioni nel 2010 coglie nuovamente la seconda piazza nella classifica finale di Coppa del Mondo, risultato eguagliato nelle successive 4 stagioni. Conquista inoltre la medaglia d'argento ai mondiali di Verbier nel 2011, alle spalle del fratello.
Nel 2015 mette a segno la stagione perfetta: vince nuovamente la coppa del mondo e conquista il suo primo oro mondiale a Grau Roig in Andorra, davanti al fratello Simone.
Anche il 2016 è un anno memorabile per Ivan. Allo Speed Masters di Vars infatti, il 26 marzo 2016 stabilisce il nuovo record del mondo con una velocità di 254,958 km/h, superando il record provvisorio del fratello che era sceso poco prima di lui. Il record è resistito fino al 2023, quando è stato superato da Simon Billy.
Nelle successive stagioni non riuscirà più a vincere né la coppa del mondo né i mondiali, riuscendo comunque a cogliere altre due vittorie nel circuito (a Sun Peaks nel 2017 e a Grau Roig nel 2022).

## Record
- Record mondiale categoria S1: 254,958 km/h ( Vars, 26 marzo 2016 - Speed Masters)
- Record mondiale juniores categoria S1: 250,700 km/h ( Les Arcs, 20 aprile 2006 - Mondiali Pro)
- Record della pista Idre Fjäll categoria S1: 177,040 km/h ( Idre, 21 marzo 2010 - Coppa del Mondo)

## Palmarès

### Mondiali
- 2 medaglie:
  - 1 oro (categoria S1 a Pas de la Casa/Grandvalira 2015)
  - 1 argento (categoria S1 a Verbier 2011)

### Coppa del Mondo
- Vincitore della Coppa del Mondo di sci di velocità categoria S1 nel 2008 e nel 2015
- 52 podi:
  - 25 vittorie
  - 17 secondi posti
  - 10 terzi posti

#### Coppa del Mondo - vittorie
| Data             | Luogo          | Paese     | Categoria |
| ---------------- | -------------- | --------- | --------- |
| 2 marzo 2007     | Sun Peaks      | Canada    | S1        |
| 20 marzo 2007    | Hundfjället    | Svezia    | S1        |
| 27 marzo 2007    | Salla          | Finlandia | S1        |
| 2 febbraio 2008  | Vars           | Francia   | S1        |
| 6 marzo 2008     | Sun Peaks      | Canada    | S1        |
| 7 marzo 2008     | Sun Peaks      | Canada    | S1        |
| 27 marzo 2008    | Salla          | Finlandia | S1        |
| 28 marzo 2008    | Salla          | Finlandia | S1        |
| 1º aprile 2008   | Hundfjället    | Svezia    | S1        |
| 5 marzo 2010     | Sun Peaks      | Canada    | S1        |
| 15 marzo 2010    | Salla          | Finlandia | S1        |
| 16 marzo 2010    | Salla          | Finlandia | S1        |
| 21 marzo 2010    | Idre           | Svezia    | S1        |
| 29 marzo 2011    | Salla          | Finlandia | S1        |
| 30 marzo 2011    | Salla          | Finlandia | S1        |
| 3 marzo 2013     | Sun Peaks      | Canada    | S1        |
| 7 aprile 2013    | Pas de la Casa | Andorra   | S1        |
| 22 febbraio 2014 | Pas de la Casa | Andorra   | S1        |
| 8 marzo 2014     | Sun Peaks      | Canada    | S1        |
| 12 marzo 2015    | Sun Peaks      | Canada    | S1        |
| 13 marzo 2015    | Sun Peaks      | Canada    | S1        |
| 4 marzo 2016     | Sun Peaks      | Canada    | S1        |
| 13 marzo 2016    | Grandvalira    | Andorra   | S1        |
| 6 marzo 2017     | Sun Peaks      | Canada    | S1        |
| 31 marzo 2022    | Grandvalira    | Andorra   | S1        |

Legenda:

S1 = Speed One

### Altre competizioni
- Speed Masters: Vincitore nel 2016